# 후후 (앱)
후후(영어: WhoWho)는 2013년 KT의 자회사인 KT CS가 개발한 앱으로 당시 114가 보유한 전화번호 정보들을 활용한 모바일 서비스이다. 차원형 후후 사업부장이 창업하였으며 단독 기획, 창업으로 제작되었다. 또한, 후후앤컴퍼니 설립까지 KT그룹의 운영방식을 탈피해 스타트업 방식의 조직과 서비스 운영으로 단기간 내에 성장했다
지난 2016년 5월 1일 '후후앤컴퍼니'는 스타트업 기업의 장점을 활용해 모바일 플랫폼 앱으로서 고객 편익을 위한 다양한 서비스를 제공하고 있다.

## 연혁 및 수상 이력
2013년
8월 후후 안드로인드 버전 출시
11월 대한민국 모바일 앱 어워드 '기업서비스 분야' 우수상 수상
12월 구글 PLAY '올해의 앱' 선정
12월 스마트앱 어워드 '생활편의 분야' 대상 수상
2014년
8월 후후 시즌2 출시
12월 후후 1천만 다운로드 돌파
12월 스마트앱 어워드 '기능 향상 분야' 대상 수상
2015년
5월 후후 스미싱 탐지 기능 제공
9월 후후 아이폰 버전 출시
9월 휴먼테크놀러지 어워드 '사용자 친화성 부문' 우수상
10월 대한민국 올해의 브랜드 대상 '올해의 스팸차단앱 부문' 대상
11월 스마트앱 어워드 '생활서비스 부문' 대상
2016년
1월 모바일월드콩그레스(MWC) 글로모 어워즈(GLOMO AWARDS)의 수상 후보 선정
2월 후후 2천만 다운로드 돌파
5월 후후앤컴퍼니 설립

#### 2022년
7월 KT 계열 브이피, 후후앤컴퍼니 흡수합병